# Championnat d'Union soviétique de football 1946
Navigation
Saison 1945 Saison 1947
La saison 1946 de Pervaïa Grouppa est la 8e édition du championnat de première division en Union soviétique. Douze clubs sont regroupés au sein d'une poule unique où ils se rencontrent deux fois dans la saison, à domicile et à l'extérieur. En fin de saison, pour permettre le passage du championnat de 12 à 13 clubs, il n'y a pas de relégation et le meilleur club de deuxième division est promu.
Cette saison voit la victoire du CDKA Moscou après avoir terminé en tête du classement final, avec 4 points d'avance sur un duo composé du tenant du titre, le Dynamo Moscou et du Dinamo Tbilissi. C'est le tout premier titre de champion d'URSS de l'histoire du club.

## Clubs participants
- Promu de deuxième division

| Club                      | Présent depuis | Classement 1945 | Entraîneur                                                                        |
| ------------------------- | -------------- | --------------- | --------------------------------------------------------------------------------- |
| Dinamo Moscou             | 1936           | 1er             | Mikhail Yakushin                                                                  |
| CDKA Moscou               | 1936           | 2e              | Boris Arkadiev                                                                    |
| Torpedo Moscou            | 1938           | 3e              | Viktor Maslov                                                                     |
| Dinamo Tbilissi           | 1936           | 4e              | Andreï Jordania (ru)                                                              |
| Dinamo Léningrad          | 1936           | 5e              | Mikhaïl Okoun (ru)                                                                |
| Zénith Léningrad          | 1938           | 6e              | Mikhaïl Boutoussov (en) (jusqu'en août 1946) Ivan Talanov (en) (après août 1946)  |
| Traktor Stalingrad        | 1938           | 7e              | Sergueï Kolesnikov (ru)                                                           |
| Krylia Sovetov Moscou     | 1940           | 8e              | Abram Dangoulov (ru)                                                              |
| Dinamo Minsk              | 1941           | 9e              | Ievgueni Ieliseïev                                                                |
| Spartak Moscou            | 1936           | 10e             | Albert Volrat (ru)                                                                |
| Dynamo Kiev               | 1936           | 11e             | Lev Kortchebokov (en) (jusqu'en mai 1946) Boris Apoukhtine (en) (après juin 1946) |
| Krylia Sovetov Kouïbychev | 1946           | 1er (D2)        | Viktor Novikov (ru)                                                               |

## Compétition

### Classement
Le barème de points servant à établir le classement se décompose ainsi :
- Victoire : 2 points
- Match nul : 1 point
- Défaite : 0 point